# Järntorget (Stockholm)
 For alternative betydninger, se Järntorget. (Se også artikler, som begynder med Järntorget)
Järntorget er en historisk plad i den sydlige del af Stockholm gamle bydel Gamla stan. Ved pladsen mødes Väster- og Österlånggatan. Navnet kommer af den jernhandel, som eksisterede på pladsen frem til 1662.
Det er den næstældste plads i Stockholm, og er lidt yngre end Stortorget; det kan dateres tilbage til omkring 1300, og det var byens vigtigste handelstorve i flere århundreder.

## Historie
Den ældste sikre kilde på brugen af ordet Järntorget (Jerntorgith) er fra 1489. Navnet hænger sammen med at torvet blev brugt til handel med og opmagasinering af jern, som blev eksporteret via havnen i Mälaren til hovedstaden. Tidligere var torvet blev brugt til korn og blev kaldt Korntorget (Korntorgh) (se Kornhamn). Sidste gang torvet benævnes som Korntorget er i 1513. På torvet stod byens officielle jernvægt, som i 1662 blev flyttet til Järngraven i Södermalm.
Ved Järntorget byggede Riksbanken Rikets Ständers Bank, 1675–1672 Södra Bankohuset efter arkitekten Nicodemus Tessin den ældre tegninger, og det var en af de første bygninger i Nordeuropa som blev opført direkte til bankformål. Riksbanken flyttede i 1906 til Helgeandsholmen og i dag ligger Statens fastighetsverk her.
På fortovet udenfor huset står en statue som forestiller visesangeren Evert Taube, skabt i 1985 af skulptøren Karl Göte Bejemark. Taubes stamkro Den gyldene freden ligger få meter derfra. Ved Järntorget ligger også Sundbergs konditori, som blev grundlagt i 1785 og kalder sig Stockholms ældste. Midt på torvet står Järntorgspumpen, en af Stockholms få tilbageværende offentlige vandpumper, men den er dog ikke længere i funktion.

## Galleri
- Bejemarks skulptur af Evert Taube.
- Järntorgspumpen.
- Detaljer på Järntorgspumpen
- Sundbergs konditori.
- Portal Järntorget 78.